# Microporus (wants)
Microporus is een geslacht van wantsen uit de familie graafwantsen (Cydnidae). Het geslacht werd voor het eerst wetenschappelijk beschreven door Uhler in 1872.

## Soorten
Het genus bevat de volgende soorten:

- Microporus bimaculatus Hesse, 1935
- Microporus cruralis (Stål, 1856)
- Microporus gestroi (Signoret, 1881)
- Microporus laticeps (Signoret, 1882)
- Microporus lautipennis Stål, 1858
- Microporus lepidus Stål, 1853
- Microporus nigrita (Fabricius, 1794)
- Microporus nigropunctatus (Berg, 1878)
- Microporus obliquus Uhler, 1872
- Microporus ovatulus (Dallas, 1851)
- Microporus pallidipennis (Reuter, 1882)
- Microporus shiromai Froeschner, 1977
- Microporus striipennis Linnavuori, 1986
- Microporus subvernicipes (Murrill) T. Hatt. & Sotome, 2013
- Microporus testudinatus Uhler, 1876
- Microporus thoreyi (Signoret, 1882)
- Microporus vietnamicus Lis, 1994